# CHIPS and Science Act
Der CHIPS and Science Act ist ein US-Bundesgesetz, das vom 117. Kongress der Vereinigten Staaten verabschiedet und von Präsident Joe Biden am 9. August 2022 unterzeichnet wurde. Der Teil CHIPS leitet sich ab von Creating Helpful Incentives to Produce Semiconductors, übersetzt das „Schaffen von hilfreichen Anreizen für die Produktion von Halbleitern“. 
Das Gesetz stellt knapp 280 Milliarden Dollar an neuen Mitteln zur Verfügung, um die inländische Forschung und Herstellung von Halbleitern in den Vereinigten Staaten zu fördern.

## Verteilung der Mittel
Die Mittel sind wie folgt geplant:
- 200 Milliarden Dollar für wissenschaftliche F&E und Kommerzialisierung
- 052,7 Milliarden Dollar für die Halbleiterherstellung, F&E sowie die Entwicklung von Arbeitskräften
- 024 Milliarden Dollar sind für Steuergutschriften für die Chip-Produktion vorgesehen
- 003 Milliarden Dollar für Programme für Spitzentechnologie und drahtlose Lieferketten

## Internationale Resonanz
Die Antwort aus Europa auf die Probleme der Chipkrise bildet das Europäische Chips-Gesetz. Auch die Regierung Taiwans sieht sich in der Lage, Steuergutschriften für hiesige Halbleiterhersteller zu vergeben.
Nach Angaben der Semiconductor Industry Association hat der CHIPS Act seit seiner Ankündigung im Jahr 2020 bereits über 200 Milliarden US-Dollar an privaten Investitionen aus der Wirtschaft ausgelöst.

## Kritik
Aus dem Kreis von Fachexperten wird das Gesetz unterschiedlich bewertet. Einerseits wird kritisiert, dass durch den Bau von neuen Produktionsanlagen eine Zunahme bei der Chipentwicklung nicht erwartet werde. Subventionsprogramme und staatliche Eingriffe in die Halbleiterbranche seien der falsche Weg. Der langfristige Erfolg des Programms bleibe offen, denn statt Reinvestitionen ins operative Geschäft, seien vornehmlich Aktienrückkäufe zu erwarten. Andererseits sah der seinerzeitige CEO von Intel, Pat Gelsinger, in dem Gesetz eine hilfreiche Maßnahme. Förderprogramme seien nötig, damit geplante Investitionen überhaupt realisiert werden könnten. Ebenfalls begrüßte der amerikanische Interessenverband Semiconductor Industry Association (SIA) die gesetzliche Entscheidung. Andere Länder hätten die Forschungsinvestitionen in der Vergangenheit deutlich erhöht, während die Kapazitäten in den USA drastisch zurückgegangen seien, weil seitens der US-Regierung Anreize ausgeblieben seien.